# 터릿

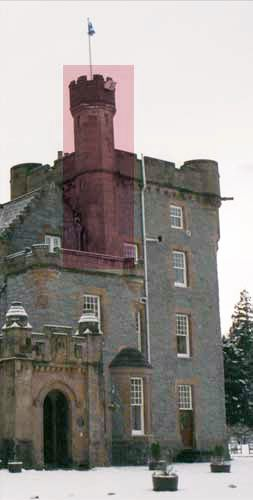
붉게 표시된 부분이 터릿이다.

건축에서 터릿(망루, 영어: turret, 이탈리아어: torretta 작은 탑, 라틴어: turris 탑, 터렛, 튜렛)은 서양의 중세시대 성에서 자주 나타나는 작은 탑 형태의 부속 건물이다. 초기에는 성을 방어할 때 적의 공격을 받지 않으면서 적의 상황을 살펴보기 위해 만들어졌으나, 후대로 오면서는 장식적인 목적으로 만들어지고 있다.

## 같이 보기
- 요새화
- 야구라 - 일본식 터릿

## 갤러리

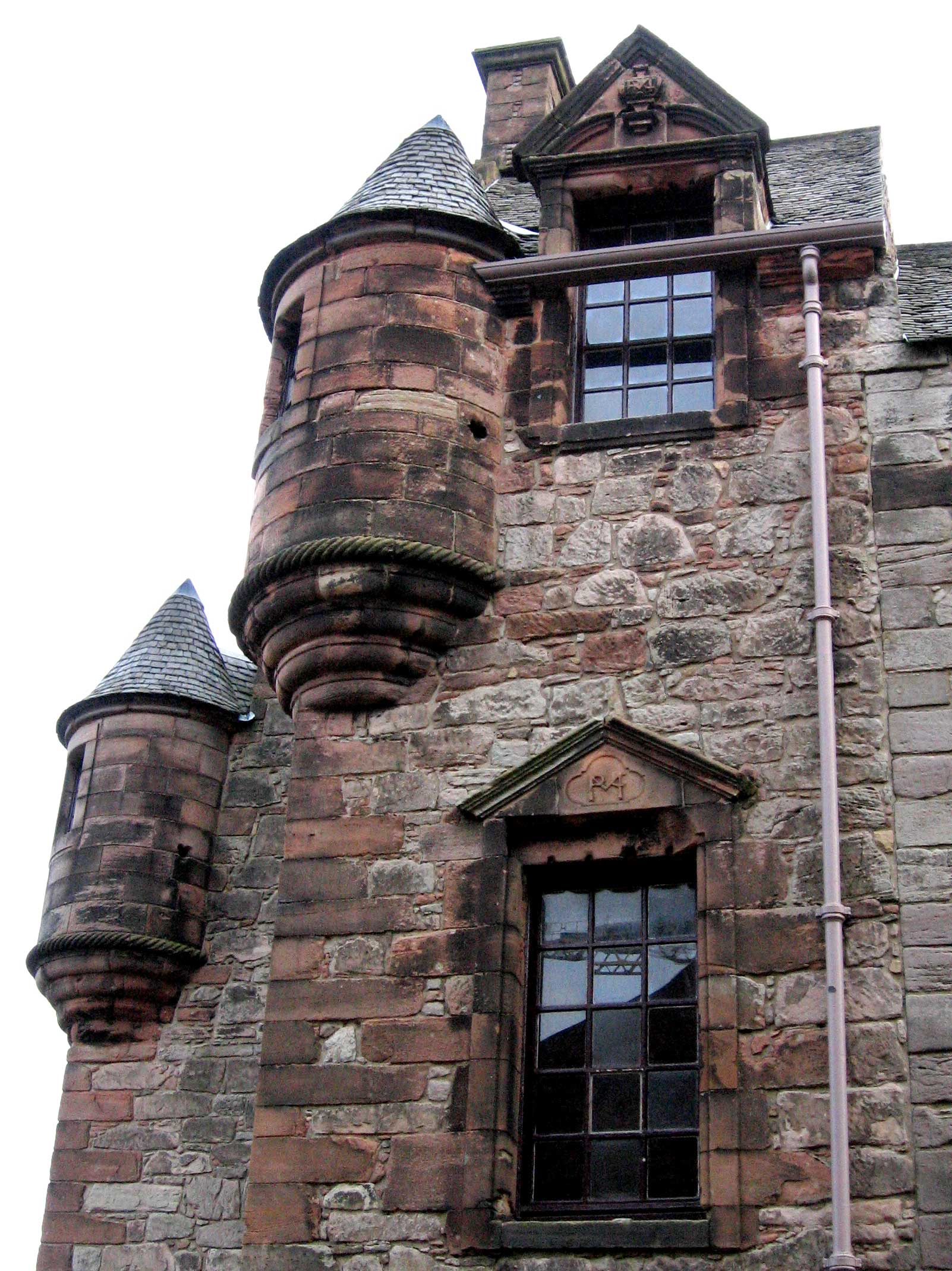
글래스고우 항, 뉴워크 성의 모서리 터릿
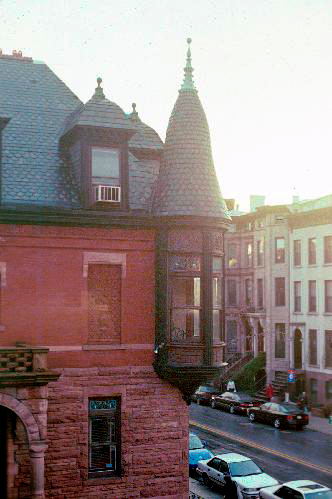
브룩클린, 파크 슬로프의 터릿 창문
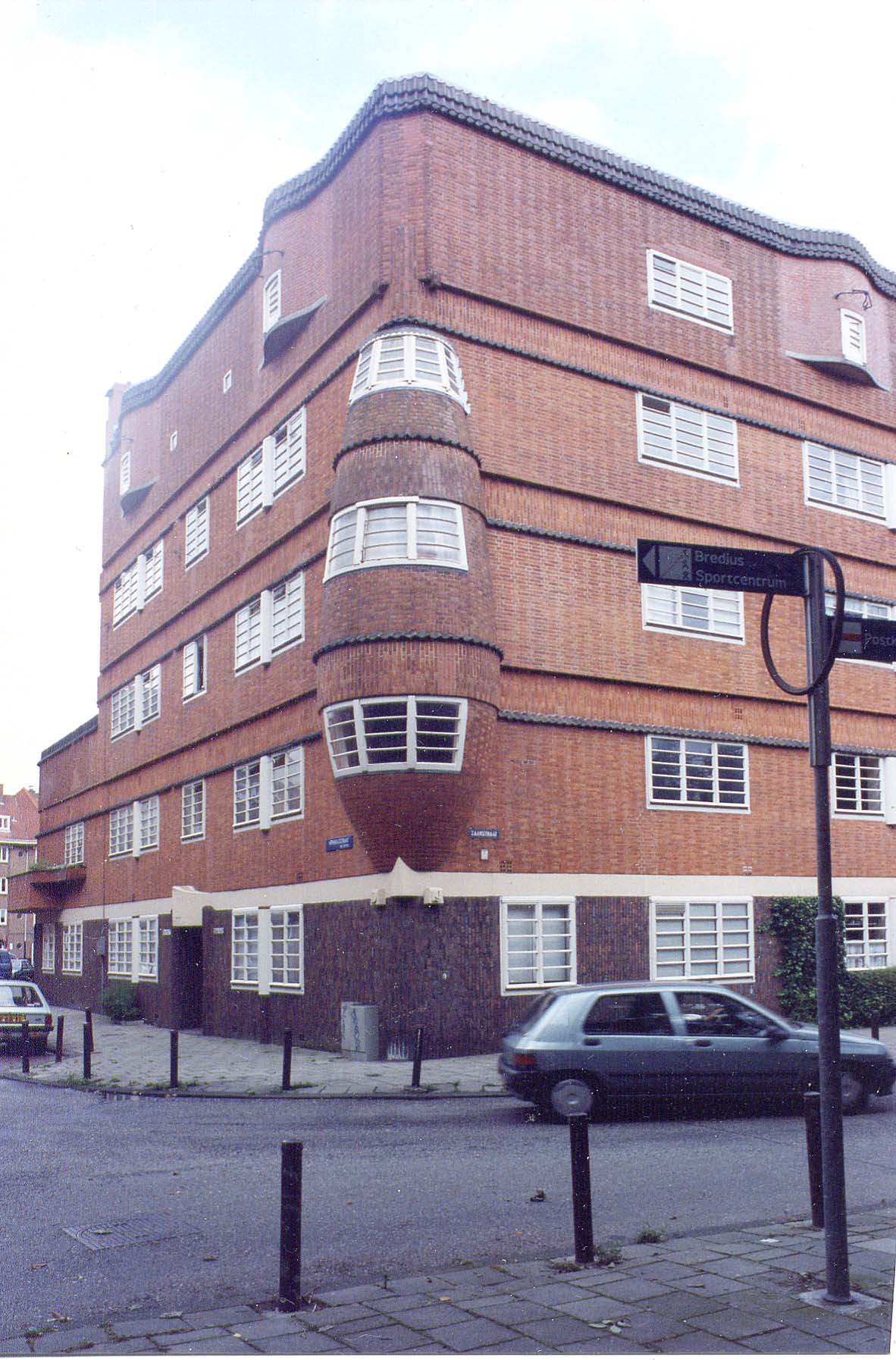
헷 쉽(Het Schip)의 터릿
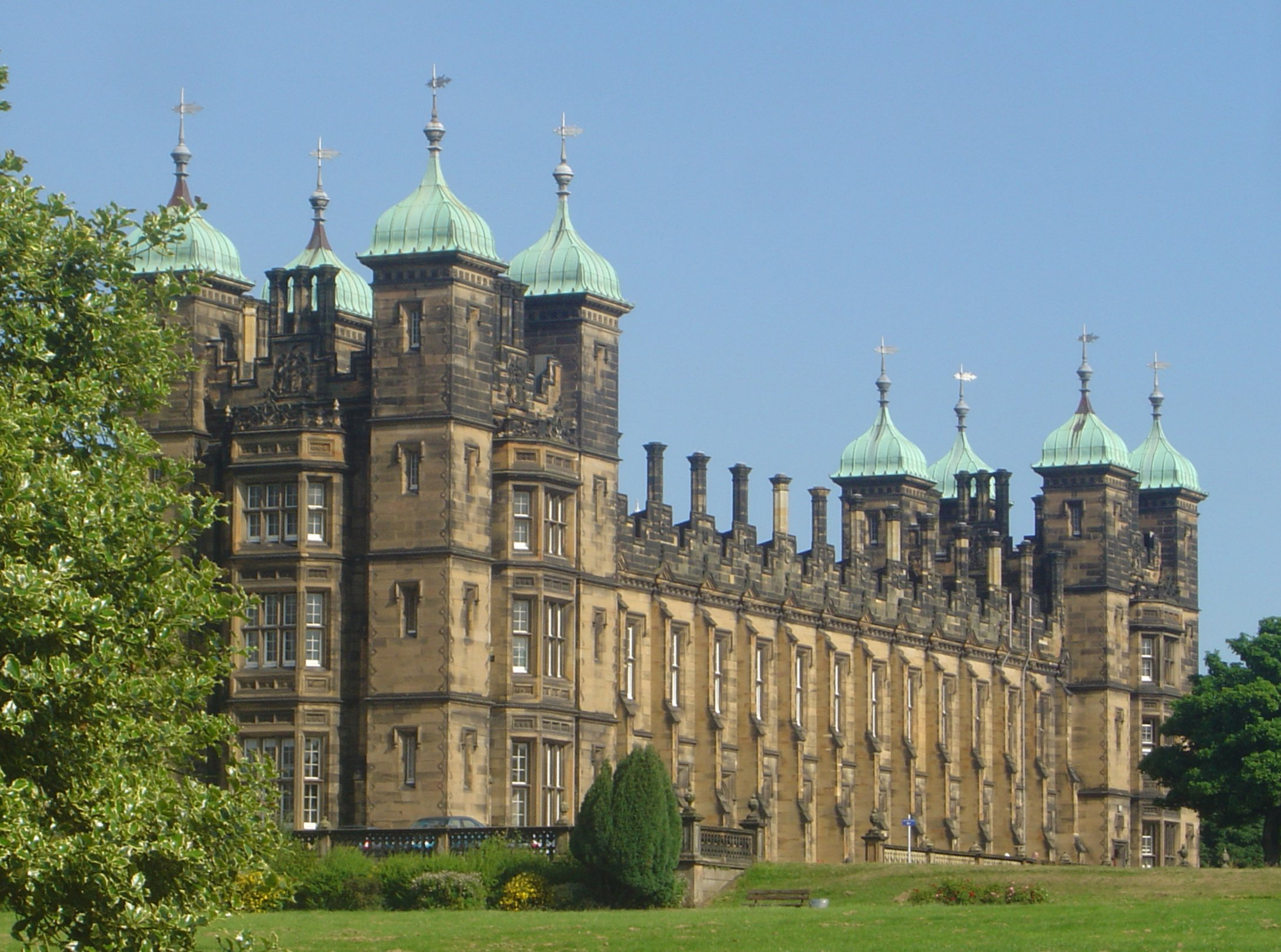
스코틀랜드 에든버러, 도널드슨 대학의 터릿